# شوسوکه ساکاموتو
شوسوکه ساکاموتو (انگلیسی: Shusuke Sakamoto؛ زادهٔ ۲۲ مارس ۱۹۹۳) بازیکن فوتبال اهل ژاپن است.